# Къща на Смедовски
Фамилната къща на Смедовски е разположена на ул. „Шипка“ № 44 в жилищна зона „Докторски паметник“, район Оборище в София. Известна е и като къщата с кулата заради издигащата се кула на ъгъла с улицата.
Къщата е построена през 1907 – 1908 г. в стил сецесион от архитектите Георги Фингов и Кирил Маричков. Отличава се със светла фасада и тъмен покрив, дървена веранда и гипсови декоративни орнаменти. По-късно къщата е купена от предприемача Георги Гегов. През 1978 г. е обявена за архитектурно-строителен художествен паметник на културата с местно значение.